# Hannu Jortikka
Hannu Jortikka, född 16 december 1956, är en finländsk ishockeytränare. Som tränare har han vunnit sex FM-guld (Finländsk mästare) med TPS Åbo (1989, 1990, 1991, 1999, 2000 och 2001). 
Säsongen 1994/1995 tränade han svenska mästarna Malmö IF (numera Malmö Redhawks).
Hannu Jortikka återvände till Malmö säsongen 1997/1998, men det blev bara en säsong då Malmö missade slutspelet för första gången efter en turbulent säsong sedan man gick upp i Elitserien 1990 (Högsta ligan i Sverige).
Tränarkarriär:
Kärpät (Finland), HPK (Finland), TPS Åbo (Finland), SC Bern (Schweiz) och Malmö IF/Redhawks, Jokerit (Finland). Biträdande förbundskapten för finska landslaget 1988–90. Förbundskapten för finska juniorlandslaget 1987–1991 samt 1996–1997.
Efter säsongen 2006–2007 som tränare för TPS Åbo, blev han talangscout åt Malmö Redhawks.

### Fotnoter
1. ↑  Česko-Slovenská filmová databáze, 2001, ČSFD person-ID: 241672.[källa från Wikidata]
2. ↑  Eurohockey.com, Eurohockey.com spelar-ID: 9001, läst: 25 april 2022.[källa från Wikidata]
3. ↑  ”Osten tillbaka i Malmö” (på svenska). Expressen. 18 juni 2007. https://www.expressen.se/sport/hockey/osten-tillbaka-i-malmo/. Läst 10 juni 2019.